# Lijst van voetbalinterlands Luxemburg - Noord-Ierland
Deze lijst van voetbalinterlands is een overzicht van alle officiële voetbalwedstrijden tussen de nationale teams van Luxemburg en Noord-Ierland. De landen speelden tot op heden zeven keer tegen elkaar. De eerste ontmoeting, een vriendschappelijke wedstrijd, werd gespeeld op 23 februari 2000 in Luxemburg. Het laatste duel, een groepswedstrijd tijdens de UEFA Nations League 2024/25, vond plaats op 18 november 2024 in de Luxemburgse hoofdstad.

## Wedstrijden
| № | Plaats    | Datum             | Competitie                  | Wedstrijd                 | Uitslag |
| - | --------- | ----------------- | --------------------------- | ------------------------- | ------- |
| 1 | Luxemburg | 23 februari 2000  | Vriendschappelijk           | Luxemburg – Noord-Ierland | 1 – 3   |
| 2 | Belfast   | 11 september 2012 | WK 2014 kwalificatie        | Noord-Ierland − Luxemburg | 1 − 1   |
| 3 | Luxemburg | 10 september 2013 | WK 2014 kwalificatie        | Luxemburg − Noord-Ierland | 3 − 2   |
| 4 | Belfast   | 5 september 2019  | Vriendschappelijk           | Noord-Ierland − Luxemburg | 1 − 0   |
| 5 | Luxemburg | 25 maart 2022     | Vriendschappelijk           | Luxemburg − Noord-Ierland | 1 − 3   |
| 6 | Belfast   | 5 september 2024  | UEFA Nations League 2024/25 | Noord-Ierland − Luxemburg | 2 − 0   |
| 7 | Luxemburg | 18 november 2024  | UEFA Nations League 2024/25 | Luxemburg − Noord-Ierland | 2 − 2   |
| 8 | Luxemburg | 4 september 2025  | WK 2026 kwalificatie        | Luxemburg − Noord-Ierland |         |
| 9 | Belfast   | 17 november 2025  | WK 2026 kwalificatie        | Noord-Ierland − Luxemburg |         |

## Samenvatting
| Competitie          | Totaal gespeeld | Winst Luxemburg | Gelijk | Winst Noord-Ierland | Doelsaldo Luxemburg – Noord-Ierland |
| ------------------- | --------------- | --------------- | ------ | ------------------- | ----------------------------------- |
| WK-kwalificatie     | 2               | 1               | 1      | 0                   | 4 − 3                               |
| UEFA Nations League | 3               | 0               | 1      | 2                   | 2 − 4                               |
| Vriendschappelijk   | 3               | 0               | 0      | 3                   | 2 − 7                               |
| Totaal              | 8               | 1               | 2      | 5                   | 8 − 14                              |

## Details

### Eerste ontmoeting
| Vriendschappelijk (Luxemburg, Luxemburg, 23 februari 2000): |              | |
| Luxemburg | 1 – 3        | Noord-Ierland |
| Manuel Cardoni 41' | goals        | 21' David Healy 48' David Healy 87' James Quinn |
| Paul Philipp | bondscoach   | Samuel McIlroy |
| Alija Besic Jean Vanek Roland Schaack Marc Birsens 4' Frank Deville Jeff Strasser Jeff Saibene Luc Holtz 74' Gordon Braun 61' Manuel Cardoni Sacha Schneider 46'                                       | opstellingen | 75' Roy Carroll Ian Nolan 66' Mark Williams 90' Danny Griffin Aaron Hughes 89' Keith Gillespie Steve Lomas 75' Jim Magilton 78' Damien Johnson 87' James Quinn David Healy |
| Christian Alverdi 4' Marcel Christophe 46' Mikhail Zaritskiy 61' Daniel Huss 74' | wissels      | 66' Colin Murdock 75' Maik Taylor 75' Danny Sonner 78' Michael Hughes 87' Adrian Coote 89' Stephen Robinson 90' Pat McGibbon                                               |
| - Debuut van Alija Bešić (Union Sportive Luxembourg) en Roland Schaack (Jeunesse d'Esch) voor Luxemburg. - Debuut van Colin Murdock (Preston North End) en David Healy (Port Vale) voor Noord-Ierland. |              | |

### Tweede ontmoeting
| WK 2014 kwalificatie (Belfast, Noord-Ierland, 11 september 2012): |       |                          |
| Noord-Ierland                                                     | 1 – 1 | Luxemburg                |
| Dean Shiels 14'                                                   | goals | 87' Daniel Alves da Mota |

FLF · A-internationals · Bondscoaches · Statistieken · Luxemburgs vrouwenelftal · Luxemburg U21 · Luxemburg U19 · Luxemburg U18 · Luxemburg U17 · Luxemburg U16
1911 – 1919 ·
1920 – 1929 ·
1930 – 1939 ·
1940 – 1949 ·
1950 – 1959 ·
1960 – 1969 ·
1970 – 1979 ·
1980 – 1989 ·
1990 – 1999 ·
2000 – 2009 ·
2010 – 2019 ·
2020 − 2029
OS 1920 · 
OS 1924 · 
OS 1928 · 
OS 1936 · 
OS 1948 · 
OS 1952
1911 · 
1912 · 
1913 · 
1914 · 
1915 · 1916 · 1917 · 1918 · 1919 · 
1920 · 
1921 · 1922 · 1923 · 
1924 · 
1925 · 1926 · 
1927 · 
1928 · 
1929 · 1930 · 1931 · 1932 · 1933 · 
1934 · 
1935 · 
1936 · 
1937 · 
1938 · 
1939 · 
1940 · 
1941 · 1942 · 1943 · 1944 · 
1945 · 
1946 · 
1947 · 
1948 · 
1949 · 
1950 · 
1952 · 
1952 · 
1953 · 
1954 · 
1955 · 
1956 · 
1957 · 
1958 · 
1959 · 
1960 · 
1961 · 
1962 · 
1963 · 
1964 · 
1965 · 
1966 · 
1967 · 
1968 · 
1969 · 
1970 · 
1971 · 
1972 · 
1973 · 
1974 · 
1975 · 
1976 · 
1977 · 
1978 · 
1979 · 
1980 · 
1981 · 
1982 · 
1983 · 
1984 · 
1985 · 
1986 · 
1987 · 
1988 · 
1989 · 
1990 · 
1991 · 
1992 · 
1993 · 
1994 · 
1995 · 
1996 · 
1997 · 
1998 · 
1999 · 
2000 · 
2001 · 
2002 · 
2003 · 
2004 · 
2005 · 
2006 · 
2007 · 
2008 · 
2009 · 
2010 · 
2011 · 
2012 · 
2013 · 
2014 · 
2015 ·
2016 ·
2017 ·
2018 ·
2019 ·
2020 ·
2021
Afghanistan ·
Albanië ·
Algerije ·
Armenië ·
Azerbeidzjan ·
België ·
Bosnië en Herzegovina ·
Brazilië ·
Bulgarije ·
Canada ·
Cyprus ·
DDR ·
Denemarken ·
(West-)Duitsland ·
Egypte ·
Engeland ·
Estland ·
Faeröer ·
Finland ·
Frankrijk ·
Gambia ·
Georgië ·
Griekenland ·
Hongarije ·
Ierland ·
IJsland ·
Israël ·
Italië ·
Japan ·
Joegoslavië ·
Kaapverdië ·
Kameroen ·
Kazachstan ·
Letland ·
Liechtenstein ·
Litouwen ·
Madagaskar ·
Malta ·
Marokko ·
Mexico ·
Moldavië ·
Montenegro ·
Myanmar ·
Nederland ·
Nigeria ·
Noord-Ierland ·
Noord-Macedonië ·
Noorwegen ·
Oekraïne ·
Oostenrijk ·
Polen ·
Portugal ·
Qatar ·
Roemenië ·
Rusland ·
San Marino ·
Saoedi-Arabië ·
Schotland ·
Senegal ·
Servië ·
Servië en Montenegro ·
Slovenië ·
Slowakije ·
Sovjet-Unie ·
Spanje ·
Thailand ·
Togo ·
Tsjechië ·
Tsjecho-Slowakije ·
Turkije ·
Uruguay ·
Verenigde Staten ·
Wales ·
Wit-Rusland ·
Zuid-Korea ·
Zweden ·
Zwitserland
IFA · A-internationals · Selecties · Bondscoaches · Noord-Iers vrouwenelftal · Brits olympisch elftal · N-Ierland U21 · N-Ierland U20 · N-Ierland U19 · N-Ierland U18 · N-Ierland U17 · N-Ierland U16
1882 – 1899 ·
1900 – 1919 ·
1920 – 1929 ·
1930 – 1939 ·
1940 – 1949 ·
1950 – 1959 ·
1960 – 1969 ·
1970 – 1979 ·
1980 – 1989 ·
1990 – 1999 ·
2000 – 2009 ·
2010 – 2019 ·
2020 – 2029
EK 2016
WK 1958 · 
WK 1982 · 
WK 1986
1921 · 
1922 · 
1923 · 
1924 · 
1925 · 
1926 · 
1927 · 
1928 · 
1929 · 
1930 · 
1931 · 
1932 · 
1933 · 
1934 · 
1935 · 
1936 · 
1937 · 
1938 · 
1939 · 
1940 · 1941 · 1942 · 1943 · 1944 · 1945 · 
1946 · 
1947 · 
1948 · 
1949 · 
1950 · 
1952 · 
1952 · 
1953 · 
1954 · 
1955 · 
1956 · 
1957 · 
1958 · 
1959 · 
1960 · 
1961 · 
1962 · 
1963 · 
1964 · 
1965 · 
1966 · 
1967 · 
1968 · 
1969 · 
1970 · 
1971 · 
1972 · 
1973 · 
1974 · 
1975 · 
1976 · 
1977 · 
1978 · 
1979 · 
1980 · 
1981 · 
1982 · 
1983 · 
1984 · 
1985 · 
1986 · 
1987 · 
1988 · 
1989 · 
1990 ·
1991 · 
1992 · 
1993 · 
1994 · 
1995 · 
1996 · 
1997 · 
1998 · 
1999 · 
2000 · 
2001 · 
2002 · 
2003 · 
2004 · 
2005 · 
2006 · 
2007 · 
2008 · 
2009 · 
2010 · 
2011 · 
2012 · 
2013 · 
2014 · 
2015 · 
2016 · 
2017 · 
2018 · 
2019 · 
2020 · 
2021 ·
2022 ·
2023 ·
2024
Albanië ·
Algerije ·
Andorra ·
Argentinië ·
Armenië ·
Australië ·
Azerbeidzjan ·
Barbados ·
België ·
Bosnië en Herzegovina ·
Brazilië ·
Bulgarije ·
Canada ·
Chili ·
Colombia ·
Costa Rica ·
Cyprus ·
Denemarken ·
Duitsland ·
Engeland ·
Estland ·
Faeröer ·
Finland ·
Frankrijk ·
Georgië · 
Griekenland ·
Honduras ·
Hongarije ·
Ierland ·
IJsland ·
Israël ·
Italië ·
Joegoslavië ·
Kazachstan ·
Kosovo ·
Kroatië ·
Letland ·
Liechtenstein ·
Litouwen ·
Luxemburg · 
Malta ·
Marokko ·
Mexico ·
Moldavië ·
Montenegro ·
Nederland ·
Nieuw-Zeeland ·
Noorwegen ·
Oekraïne ·
Oostenrijk ·
Panama ·
Polen ·
Portugal ·
Qatar ·
Roemenië ·
Rusland ·
Saint Kitts en Nevis ·
San Marino ·
Schotland ·
Servië ·
Servië en Montenegro ·
Slovenië ·
Slowakije ·
Sovjet-Unie ·
Spanje ·
Thailand ·
Trinidad en Tobago ·
Tsjechië ·
Tsjecho-Slowakije ·
Turkije ·
Uruguay ·
Verenigde Staten ·
Wales ·
Wit-Rusland · 
Zuid-Korea ·
Zweden ·
Zwitserland
Frankrijk (1982) · Oekraïne (2016) · Oostenrijk (1982) · Polen (2016)